# CONCACAF-kampioenschap voetbal onder 20 - 2017
Het CONCACAF-kampioenschap voetbal onder 20 van 2017 was de 26e editie van het CONCACAF-kampioenschap voetbal onder 20, CONCACAF-toernooi voor nationale ploegen van spelers onder de 20 jaar. 25 landen namen deel aan dit toernooi dat van 17 februari tot en met 5 maart 2017 in Costa Rica werd gespeeld. Het elftal van de Verenigde Staten werd kampioen, in de finale tegen Honduras (die in 0–0 eindigde) werd gewonnen na strafschoppen.
Dit toernooi was tevens een kwalificatietoernooi voor het Wereldkampioenschap voetbal onder 20 in 2017, dat gespeeld werd in Zuid-Korea. De vier beste landen kwalificeerden zich voor dat toernooi. Dat waren de Verenigde Staten, Honduras, Mexico en Costa Rica.

## Kwalificatie
Het kwalificatietoernooi was verdeeld in een Caraïbische en een Centraal-Afrikaanse zone. Er waren 8 plaatsen voor het eindtoernooi. Vijf plaatsen voor de Caraïben en vier plaatsen voor de Centraal-Amerikaanse landen. De kwalificatie vond plaats van 15 juni tot en met 26 oktober 2016. De poules werden steeds afgewerkt in 1 land.

### Caraïbische zone
Aan de Caraïbische zone (het CFU-kampioenschap voetbal voor mannen onder de 20) deden 17 landen mee en er werden 2 rondes gespeeld. In de eerste ronde werden er 16 landen (Curaçao mocht direct naar de tweede ronde) verdeeld over 4 poules, de winnaars en de drie beste nummers 2 kwalificeerden zich voor de tweede ronde. In de tweede ronde zijn er twee poules en kwalificeerden de winnaars, nummers 2 en beste nummers 3 zich voor het hoofdtoernooi.
| Pos. | Land               | Ptn. |
| ---- | ------------------ | ---- |
| 1    | Antigua en Barbuda | 7    |
| 2    | Cuba               | 6    |
| 3    | Puerto Rico        | 4    |
| 4    | Sint Maarten       | 0    |

| Pos. | Land                 | Ptn. |
| ---- | -------------------- | ---- |
| 1    | Trinidad en Tobago   | 7    |
| 2    | Saint Lucia          | 7    |
| 3    | Guadeloupe           | 3    |
| 4    | Turks- en Caicoseil. | 0    |

| Pos. | Land            | Ptn. |
| ---- | --------------- | ---- |
| 1    | Haïti           | 9    |
| 2    | Bermuda         | 6    |
| 3    | Kaaimaneilanden | 3    |
| 4    | Anguilla        | 0    |

| Pos. | Land                 | Ptn. |
| ---- | -------------------- | ---- |
| 1    | Saint Kitts en Nevis | 6    |
| 2    | Dominicaanse Rep.    | 6    |
| 3    | Jamaica              | 6    |
| 4    | Dominica             | 0    |

| Pos. | Land                 | Ptn. |
| ---- | -------------------- | ---- |
| 1    | Antigua en Barbuda   | 7    |
| 2    | Bermuda              | 4    |
| 3    | Saint Kitts en Nevis | 4    |
| 4    | Curaçao              | 1    |

| Pos. | Land               | Ptn. |
| ---- | ------------------ | ---- |
| 1    | Haïti              | 7    |
| 2    | Trinidad en Tobago | 5    |
| 3    | Cuba               | 2    |
| 4    | Saint Lucia        | 1    |

### Centraal-Amerikaanse zone
Alle deelnemende landen werden in de Centraal-Amerikaanse zone in 1 poule gezet. Er werd een competitie gespeeld waarbij ieder land een keer tegen elkaar speelt. Costa Rica nam niet deel, omdat dit land al gekwalificeerd was als gastland van het toernooi. Belize trok zich terug en speelde geen enkele wedstrijd. Guatemala werd geschorst door de FIFA. Het land speelde wel alle wedstrijd en eindigde op plek 3, normaal zou die plek toegang geven tot het hoofdtoernooi, maar vanwege de schorsing nam Panama, die vierde was geworden die plek in.
8–16 juli 2016 in Panama.
| Pos. | Land        | GW             | W              | G              | V              | DV             | DT             | +/−            | Ptn.           |
| ---- | ----------- | -------------- | -------------- | -------------- | -------------- | -------------- | -------------- | -------------- | -------------- |
| 1    | Honduras    | 4              | 2              | 2              | 0              | 7              | 4              | +3             | 8              |
| 2    | El Salvador | 4              | 2              | 1              | 1              | 9              | 4              | +5             | 7              |
| 3    | Guatemala   | 4              | 1              | 2              | 1              | 5              | 5              | 0              | 5              |
| 4    | Panama      | 4              | 1              | 1              | 2              | 7              | 4              | +3             | 4              |
| 5    | Nicaragua   | 4              | 1              | 0              | 3              | 1              | 12             | –11            | 3              |
| 6    | Belize      | teruggetrokken | teruggetrokken | teruggetrokken | teruggetrokken | teruggetrokken | teruggetrokken | teruggetrokken | teruggetrokken |

## Stadions
| San José                                    | · San José |
| ------------------------------------------- | ---------- |
| Estadio Nacional Capaciteit: 35.175         | · San José |
|                                             | · San José |
| Estadio Ricardo Saprissa Capaciteit: 23.112 | · San José |
|                                             | · San José |

## Loting
De loting vond plaats op 29 november 2016 om 18:00 CST (UTC−6) in Estadio Nacional in San José, de hoofdstad van Costa Rica. De loting, die live werd uitgezonden, werd geopend door Philippe Moggio, secretaris van de CONCACAF en Rodolfo Villalobos, Costa Ricaanse voetbalbond. 
De 12 deelnemende landen werden verdeeld over 4 potten. Het gastland Costa Rica werd samen met Mexico (kampioen van het vorige CONCACAF-kampioenschap voetbal onder 20) en de Verenigde Staten (beste CONCACAF-land op het vorige Wereldkampioenschap voetbal onder 20) in pot 1 gezet. Costa Rica werd op plek A1 gezet, Mexico op B1 en de Verenigde Staten op C1.
| Pot 1                                             | Pot 2                       | Pot 3                           | Pot 4                                           |
| ------------------------------------------------- | --------------------------- | ------------------------------- | ----------------------------------------------- |
| Costa Rica (A1) Mexico (B1) Verenigde Staten (C1) | Panama Honduras El Salvador | Canada Trinidad en Tobago Haïti | Antigua en Barbuda Bermuda Saint Kitts en Nevis |

## Groepsfase

### Groep A
| Pos. | Land               | GW | W | G | V | DV | DT | +/− | Ptn. |
| ---- | ------------------ | -- | - | - | - | -- | -- | --- | ---- |
| 1    | Mexico             | 3  | 3 | 0 | 0 | 9  | 0  | +9  | 9    |
| 2    | Honduras           | 3  | 2 | 0 | 1 | 5  | 2  | +3  | 6    |
| 3    | Canada             | 3  | 1 | 0 | 2 | 2  | 6  | –4  | 3    |
| 4    | Antigua en Barbuda | 3  | 0 | 0 | 3 | 1  | 9  | –8  | 0    |

|                                |             |     |        |                                                                      |
| 17 februari 2017 17:30 (UTC−6) | Honduras    | 1–0 | Canada | Estadio Ricardo Saprissa, San José Scheidsrechter: Óscar Reyna (GUA) |
| 17 februari 2017 17:30 (UTC−6) | Álvarez 77' |     |        | Estadio Ricardo Saprissa, San José Scheidsrechter: Óscar Reyna (GUA) |

|                                |                                     |     |                    |                                                                        |
| 17 februari 2017 20:00 (UTC−6) | Mexico                              | 3–0 | Antigua en Barbuda | Estadio Ricardo Saprissa, San José Scheidsrechter: Javier Santos (PUR) |
| 17 februari 2017 20:00 (UTC−6) | Cisneros 2', 45+1' Allen 15' (e.d.) |     |                    | Estadio Ricardo Saprissa, San José Scheidsrechter: Javier Santos (PUR) |

|                                |                    |     |                                                            |                                                               |
| 20 februari 2017 17:00 (UTC−6) | Antigua en Barbuda | 1–4 | Honduras                                                   | Estadio Nacional, San José Scheidsrechter: Jafeth Perea (PAN) |
| 20 februari 2017 17:00 (UTC−6) | Wildin 57'         |     | Jar. Stevens 8' (e.d.) Martínez 47' Vuelto 60' Álvarez 83' | Estadio Nacional, San José Scheidsrechter: Jafeth Perea (PAN) |

|                                |                                                         |     |        |                                                               |
| 20 februari 2017 19:30 (UTC−6) | Mexico                                                  | 5–0 | Canada | Estadio Nacional, San José Scheidsrechter: Marlon Mejía (SLV) |
| 20 februari 2017 19:30 (UTC−6) | Córdova 36' Cisneros 40', 65' Zamudio 82' Aguirre 90+2' |     |        | Estadio Nacional, San José Scheidsrechter: Marlon Mejía (SLV) |

|                                |                    |                        |        |                                                                      |
| 23 februari 2017 14:30 (UTC−6) | Antigua en Barbuda | 0–2                    | Canada | Estadio Ricardo Saprissa, San José Scheidsrechter: Óscar Reyna (GUA) |
| 23 februari 2017 14:30 (UTC−6) |                    | Twardek 23' Hundal 90' |        | Estadio Ricardo Saprissa, San José Scheidsrechter: Óscar Reyna (GUA) |

|                                |              |     |          |                                                                        |
| 23 februari 2017 17:00 (UTC−6) | Mexico       | 1–0 | Honduras | Estadio Ricardo Saprissa, San José Scheidsrechter: Ismail Eifath (USA) |
| 23 februari 2017 17:00 (UTC−6) | Cisneros 67' |     |          | Estadio Ricardo Saprissa, San José Scheidsrechter: Ismail Eifath (USA) |

### Groep B
| Pos. | Land                 | GW | W | G | V | DV | DT | +/− | Ptn. |
| ---- | -------------------- | -- | - | - | - | -- | -- | --- | ---- |
| 1    | Panama               | 3  | 3 | 0 | 0 | 8  | 1  | 7   | 9    |
| 2    | Verenigde Staten     | 3  | 2 | 0 | 1 | 8  | 3  | +5  | 6    |
| 3    | Haïti                | 3  | 1 | 0 | 2 | 7  | 8  | –1  | 3    |
| 4    | Saint Kitts en Nevis | 3  | 0 | 0 | 3 | 2  | 13 | –11 | 0    |

|                                |                      |     |                                                          |                                                                       |
| 18 februari 2017 12:00 (UTC−6) | Saint Kitts en Nevis | 1–5 | Haïti                                                    | Estadio Ricardo Saprissa, San José Scheidsrechter: Drew Fischer (CAN) |
| 18 februari 2017 12:00 (UTC−6) | Sutton 54'           |     | Sanon 5' Chevreuil 24' Campoy 48' Désiré 86' Damus 90+4' | Estadio Ricardo Saprissa, San José Scheidsrechter: Drew Fischer (CAN) |

|                                |                  |              |        |                                                                         |
| 18 februari 2017 14:30 (UTC−6) | Verenigde Staten | 0–1          | Panama | Estadio Ricardo Saprissa, San José Scheidsrechter: Armando Castro (HON) |
| 18 februari 2017 14:30 (UTC−6) |                  | L. Ávila 37' |        | Estadio Ricardo Saprissa, San José Scheidsrechter: Armando Castro (HON) |

|                                |                                                   |     |                      |                                                                 |
| 21 februari 2017 14:00 (UTC−6) | Panama                                            | 4–0 | Saint Kitts en Nevis | Estadio Nacional, San José Scheidsrechter: Henry Bejarano (CRC) |
| 21 februari 2017 14:00 (UTC−6) | Andrade 39' L. Ávila 48' R. Ávila 57' (pen.), 65' |     |                      | Estadio Nacional, San José Scheidsrechter: Henry Bejarano (CRC) |

|                                |                                             |     |          |                                                                  |
| 21 februari 2017 16:30 (UTC−6) | Verenigde Staten                            | 4–1 | Haïti    | Estadio Nacional, San José Scheidsrechter: Valdin Legister (JAM) |
| 21 februari 2017 16:30 (UTC−6) | Lennon 28' (pen.), 53', 58' de la Torre 52' |     | Dede 15' | Estadio Nacional, San José Scheidsrechter: Valdin Legister (JAM) |

|                                |                                              |     |            |                                                                         |
| 24 februari 2017 14:00 (UTC−6) | Panama                                       | 3–1 | Haïti      | Estadio Ricardo Saprissa, San José Scheidsrechter: Armando Castro (HON) |
| 24 februari 2017 14:00 (UTC−6) | R. Ávila 12' (pen.), 73' (pen.) L. Ávila 88' |     | Désiré 36' | Estadio Ricardo Saprissa, San José Scheidsrechter: Armando Castro (HON) |

|                                |                                       |     |                      |                                                                       |
| 24 februari 2017 16:30 (UTC−6) | Verenigde Staten                      | 4–1 | Saint Kitts en Nevis | Estadio Ricardo Saprissa, San José Scheidsrechter: Marlon Mejía (SLV) |
| 24 februari 2017 16:30 (UTC−6) | Lennon 16' Lewis 20' Saucedo 35', 41' |     | Martin 77'           | Estadio Ricardo Saprissa, San José Scheidsrechter: Marlon Mejía (SLV) |

### Groep C
| Pos. | Land               | GW | W | G | V | DV | DT | +/− | Ptn. |
| ---- | ------------------ | -- | - | - | - | -- | -- | --- | ---- |
| 1    | El Salvador        | 3  | 2 | 0 | 1 | 5  | 3  | +2  | 6    |
| 2    | Costa Rica         | 3  | 2 | 0 | 1 | 3  | 2  | +1  | 6    |
| 3    | Trinidad en Tobago | 3  | 1 | 1 | 1 | 3  | 3  | 0   | 4    |
| 4    | Bermuda            | 3  | 0 | 1 | 2 | 3  | 6  | –3  | 1    |

|                                |          |     |                    |                                                                                |
| 19 februari 2017 13:00 (UTC−6) | Bermuda  | 1–1 | Trinidad en Tobago | Estadio Ricardo Saprissa, San José Scheidsrechter: Erick Miranda Galindo (MEX) |
| 19 februari 2017 13:00 (UTC−6) | Lowe 69' |     | St. Hillaire 23'   | Estadio Ricardo Saprissa, San José Scheidsrechter: Erick Miranda Galindo (MEX) |

|                                |            |               |             |                                                                        |
| 19 februari 2017 15:30 (UTC−6) | Costa Rica | 0–1           | El Salvador | Estadio Ricardo Saprissa, San José Scheidsrechter: Ismail Eifath (USA) |
| 19 februari 2017 15:30 (UTC−6) |            | Domínguez 65' |             | Estadio Ricardo Saprissa, San José Scheidsrechter: Ismail Eifath (USA) |

|                                |                                       |     |              |                                                                   |
| 22 februari 2017 16:30 (UTC−6) | El Salvador                           | 3–1 | Bermuda      | Estadio Nacional, San José Scheidsrechter: Melvin Matamoros (HON) |
| 22 februari 2017 16:30 (UTC−6) | Domínguez 21' Castillo 65' Rivera 67' |     | Burchall 75' | Estadio Nacional, San José Scheidsrechter: Melvin Matamoros (HON) |

|                                |            |     |                    |                                                                 |
| 22 februari 2017 19:00 (UTC−6) | Costa Rica | 1–0 | Trinidad en Tobago | Estadio Nacional, San José Scheidsrechter: Kevin Morrison (JAM) |
| 22 februari 2017 19:00 (UTC−6) | Leal 54'   |     |                    | Estadio Nacional, San José Scheidsrechter: Kevin Morrison (JAM) |

|                                |               |     |                               |                                                                        |
| 25 februari 2017 13:30 (UTC−6) | El Salvador   | 1–2 | Trinidad en Tobago            | Estadio Nacional, San José Scheidsrechter: Erick Miranda Galindo (MEX) |
| 25 februari 2017 13:30 (UTC−6) | Contreras 50' |     | Mitchell 47' St. Hillaire 72' | Estadio Nacional, San José Scheidsrechter: Erick Miranda Galindo (MEX) |

|                                |                            |     |          |                                                               |
| 25 februari 2017 16:00 (UTC−6) | Costa Rica                 | 2–1 | Bermuda  | Estadio Nacional, San José Scheidsrechter: Drew Fischer (CAN) |
| 25 februari 2017 16:00 (UTC−6) | Tyrell 43' (e.d.) Leal 50' |     | Lowe 26' | Estadio Nacional, San José Scheidsrechter: Drew Fischer (CAN) |

## Classificatiefase

### Groep D
| Pos. | Land             | GW | W | G | V | DV | DT | +/− | Ptn. |
| ---- | ---------------- | -- | - | - | - | -- | -- | --- | ---- |
| 1    | Verenigde Staten | 2  | 2 | 0 | 0 | 3  | 1  | +2  | 6    |
| 2    | Mexico           | 2  | 1 | 0 | 1 | 6  | 2  | +4  | 3    |
| 3    | El Salvador      | 2  | 0 | 0 | 2 | 2  | 8  | –6  | 0    |

|                                |                  |     |        |                                                                           |
| 27 februari 2017 16:00 (UTC−6) | Verenigde Staten | 1–0 | Mexico | Estadio Ricardo Saprissa, San José Scheidsrechter: Melvin Matamoros (HON) |
| 27 februari 2017 16:00 (UTC−6) | Palmer-Brown 29' |     |        | Estadio Ricardo Saprissa, San José Scheidsrechter: Melvin Matamoros (HON) |

|                            |                                                                       |     |              |                                                                 |
| 1 maart 2017 16:30 (UTC−6) | Mexico                                                                | 6–1 | El Salvador  | Estadio Nacional, San José Scheidsrechter: Henry Bejarano (CRC) |
| 1 maart 2017 16:30 (UTC−6) | Antuna 10', 16', 89' Ayala 17' (e.d.) Aguirre 33' Cisneros 78' (pen.) |     | Castillo 65' | Estadio Nacional, San José Scheidsrechter: Henry Bejarano (CRC) |

|                            |                          |     |             |                                                               |
| 3 maart 2017 17:30 (UTC−6) | Verenigde Staten         | 2–1 | El Salvador | Estadio Nacional, San José Scheidsrechter: Jafeth Perea (PAN) |
| 3 maart 2017 17:30 (UTC−6) | Sabbi 18' Williamson 25' |     | Márquez 35' | Estadio Nacional, San José Scheidsrechter: Jafeth Perea (PAN) |

### Groep E
| Pos. | Land        | GW | W | G | V | DV | DT | +/− | Ptn. |
| ---- | ----------- | -- | - | - | - | -- | -- | --- | ---- |
| 1    | Honduras    | 2  | 2 | 0 | 0 | 4  | 1  | +3  | 6    |
| 2    | Costa Rica  | 2  | 0 | 1 | 1 | 2  | 3  | –1  | 1    |
| 3    | El Salvador | 2  | 0 | 1 | 1 | 1  | 3  | –2  | 1    |

|                                |        |                       |          |                                                                        |
| 27 februari 2017 18:30 (UTC−6) | Panama | 0–2                   | Honduras | Estadio Ricardo Saprissa, San José Scheidsrechter: Ismail Elfath (USA) |
| 27 februari 2017 18:30 (UTC−6) |        | Vuelto 6' Álvarez 81' |          | Estadio Ricardo Saprissa, San José Scheidsrechter: Ismail Elfath (USA) |

|                            |                         |     |            |                                                                        |
| 1 maart 2017 19:00 (UTC−6) | Honduras                | 2–1 | Costa Rica | Estadio Nacional, San José Scheidsrechter: Erick Miranda Galindo (MEX) |
| 1 maart 2017 19:00 (UTC−6) | Maldonado 49' Grant 70' |     | Reyes 47'  | Estadio Nacional, San José Scheidsrechter: Erick Miranda Galindo (MEX) |

|                            |                |     |            |                                                               |
| 3 maart 2017 20:00 (UTC−6) | Panama         | 1–1 | Costa Rica | Estadio Nacional, San José Scheidsrechter: Drew Fischer (CAN) |
| 3 maart 2017 20:00 (UTC−6) | Hinestroza 57' |     | Leal 9'    | Estadio Nacional, San José Scheidsrechter: Drew Fischer (CAN) |

## Finale
|                            |                                       |     |                               |                                                                 |
| 5 maart 2017 15:00 (UTC−6) | Verenigde Staten                      | 0–0 | Honduras                      | Estadio Nacional, San José Scheidsrechter: Henry Bejarano (CRC) |
| 5 maart 2017 15:00 (UTC−6) |                                       |     |                               | Estadio Nacional, San José Scheidsrechter: Henry Bejarano (CRC) |
| 5 maart 2017 15:00 (UTC−6) | Strafschoppen                         |     |                               | Estadio Nacional, San José Scheidsrechter: Henry Bejarano (CRC) |
| 5 maart 2017 15:00 (UTC−6) | Lennon Craft Sabbi De La Torre Acosta | 5–3 | Álvarez Martínez Grant Flores | Estadio Nacional, San José Scheidsrechter: Henry Bejarano (CRC) |

1962 · 1964 · 1970 · 1973 · 1974 · 1976 · 1978 · 1980 · 1982 · 1984 · 1986 · 1988 · 1990 · 1992 · 1994 · 1996 · 1998 · 2001 · 2003 · 2005 · 2007 · 2009 · 2011 · 2013 · 2015 · 2017 · 2018 · 2022

Jeugdtoernooi CONCACAF mannen: onder 17 · onder 15

Jeugdtoernooi CONCACAF vrouwen: onder 20 · onder 17 · onder 15